# Akabie seat
Akabie seat (strażnik godzin) – dawna wysoka funkcja w Etiopskim Kościele Ortodoksyjnym, występująca również na dworze cesarza Etiopii. Godność tę z urzędu piastował opat klasztoru z jeziora Haik.
O początkach urzędu akabie seat niewiele wiadomo. Prawdopodobnie w XIII wieku otrzymał prawo rozstrzygania sporów religijnych, stając się najwyższym autorytetem w sprawach doktrynalnych. W otoczeniu monarszym akabie seat był odpowiedzialny za ustalanie planu dnia. Wchodził również w skład trybunału cesarskiego, zasiadając w nim za cesarzem a przed bitueddem.
Stopniowo tracił na znaczeniu. Na początku XX wieku do jego obowiązków należało już tylko układanie harmonogramu zajęć dworu, a także określanie terminów audiencji.
Po 1941 wyrażenia akabie seat używano wyłącznie w odniesieniu do godzin audiencji.